# Josef Kunz
Pour les articles homonymes, voir Kunz.
Josef Kunz  né le 1er juin 1945 à Grosswangen est une personnalité politique suisse membre de l'Union démocratique du centre. Il est agriculteur de profession.

## Biographie
Il est élu au Conseil national comme député représentant le canton de Lucerne depuis 1995.
Il est connu pour sa participation dans le documentaire Mais im Bundeshuus – Le génie helvétique.